# Valentin Gabrielescu
Valentin Corneliu Gabrielescu (n. 2 februarie 1916 – d. 7 august 2019) a fost un politician român, membru al partidului PNȚCD. A fost deputat în legislatura 1990-1992 și senator în legislaturile 1992–1996 și 1996–2000.

## Biografie
Valentin Gabrielescu a fost arestat în 1949 și condamnat la 10 ani de corecție pentru trecerea frauduloasă a frontierei. A fost încarcerat la Poarta Albă.
A fost ales deputat în legislatura 1990-1992, în județul Timiș (circumscripția electorală nr. 36) pe listele partidului PNȚCD.
A fost ales senator în legislatura 1992-1996, în județul Brașov (circumscripția electorala nr. 8) pe listele partidului PNȚCD (CDR).
Valentin Gabrielescu a fost președinte al celei de-a doua comisii senatoriale de cercetare a evenimentelor din decembrie 1989.
În ianuarie 1995, a atras critica conducerii partidului său (Ion Diaconescu și Corneliu Coposu) pentru prestația sa laudativă la adresa lui Ion Iliescu, în timpul audierilor acestuia în comisia parlamentară. Ulterior, Gabrielescu și-a dat demisia din funcția de secretar general al PNȚCD și și-a cerut scuze. 
A fost ales senator în legislatura 1996-2000, în județul Prahova (circumscripția electorala nr. 30) pe listele partidului PNȚCD (CDR).